# 경북미용예술고등학교 축구단
경북미용예술고등학교 축구부는 경북미용예술고등학교의 축구부로 김천상무프로축구단의 U-18팀이다.

## 역사
2021년 11월 28일일 프로축구 구단인 김천  상무 FC와의 협약을 통해서 창단되어 현재 김천 상무 FC의 유소년 클럽 (U-18팀)으로 활동 중에 있다. 원래 상주 상무 FC로 활동하며 상주시를 연고지를 삼던 상주 상무 FC가 해체되고 이후 상무 축구단이 연고지를 김천시로 정하자 김천시가 당시 전학을 희망하던 학생들을 모아 해당 팀을 창단한 것이다.

## 같이 보기
- 경북미용예술고등학교
- 김천 상무 FC
- 문성중학교 축구부